# Список пещер Сочи
Пеще́ры Со́чи — перечисление всех пещер на территории города Сочи, Краснодарский край, Россия.

## Общие сведения
Общее число пещер на административной территории Сочи — более 70, из них имеют названия — около 10. Большинство их расположено в Сочинском национальном парке.

## Этимология названий
Большинство пещер Сочи имеют либо названия местного происхождения, в основном адыгейские, либо поздние русские.

## Хостинский район
- Ахунская пещера
- Ацинская пещера
- Назаровская пещера
- Пластунская пещера
- Подземная Хоста
- Грот Барибана

## Адлерский район
- Ахштырская пещера
- Воронцовской системы пещер
  - Воронцовская пещера
  - Долгая (пещера)
  - Кабаний провал
  - Лабиринтовая
- Глубокий Яр

## Лазаревский район
- Дагомысская пещера